# Buronson
Pour les articles homonymes, voir Okamura.
 (août 2024).
Si vous disposez d'ouvrages ou d'articles de référence ou si vous connaissez des sites web de qualité traitant du thème abordé ici, merci de compléter l'article en donnant les références utiles à sa vérifiabilité et en les liant à la section « Notes et références ».
武論尊 (史村 翔)
Œuvres principales
Première œuvre : Gorō-kun tōjō
Autres ouvrages :
- Heat
- Ken le Survivant
- Ken - Fist of the Blue Sky
- Lord
- Sanctuary
- Strain

Buronson (武論尊), né le 16 juin 1947 à Saku, préfecture de Nagano au Japon, est un scénariste de manga. Il est également connu sous le pseudonyme de Shō Fumimura (史村 翔, Fumimura Shō). Son vrai nom est Yoshiyuki Okamura (岡村 善行, Okamura Yoshiyuki).
Buronson est un surnom attribué dans sa jeunesse à cause de sa ressemblance avec l'acteur Charles Bronson, dont le nom se prononce Chāruzu Buronson en japonais. Il utilise généralement le pseudonyme Buronson lorsqu'il travaille pour les éditeurs du keiretsu Hitotsubashi (Shōgakukan, Shūeisha et Hakusensha) et Shō Fumimura pour Kōdansha.

## Biographie

### Enfance et formation
Il s'enrôle dans les Force aérienne d'autodéfense japonaise par manque d'argent.
Diplômé de l'École d'Aviation militaire du Japon en 1967, Yoshiyuki Okamura devient mécanicien radar pour l'armée de l'air japonaise qu'il quittera en 1969. Il rencontre Hiroshi Motomiya, mangaka en vogue depuis son premier succès en 1968, Otoko ippiki gaki daishō (男一匹ガキ大将). Il engage alors Buronson comme assistant, et le pousse à écrire ses propres œuvres.

### Carrière
C'est ainsi qu'en 1972 il commence sa carrière de scénariste avec Yō Hasebe et Gorō-kun tōjō (五郎君登場, litt. « L'Entrée en scène du jeune Gorō »), suivent en 1973 et en 1974 Crime Sweeper (クライム・スイーパー, Kuraimu suīpā) et Pink! Punch! Miyabi (ピンク!パンチ!雅, Pinku ! Panchu ! Miyabi) avec Gorō Sakai, et son premier grand succès en 1975 : Doberman deka avec Shinji Hiramatsu.
En 1983, Shūeisha l'associe à un jeune dessinateur, Tetsuo Hara, et c'est ainsi que commence le phénomène Ken le Survivant, énorme succès au Japon qui sera d'ailleurs renouvelé en 2001 avec Ken - Fist of the Blue Sky.
Ses autres succès internationaux viendront de sa collaboration avec Ryōichi Ikegami, le dessinateur de Crying Freeman, avec les mangas Sanctuary, Odyssey, Strain, Heat puis Lord, dont il signe les scénarios. Tous deux reçoivent d'ailleurs en 2002 le Prix Shōgakukan catégorie générale de l'année 2002 pour Heat, précédant et succédant ainsi dans le palmarès à Naoki Urasawa.
En 2017, il met en place une bourse d'études à Saku.

## Œuvres marquantes
Les œuvres de Buronson s'étalent sur plus de 130 albums illustrés.

### Années 1970
- Gorō-kun tōjō (五郎君登場?, litt. « L'Entrée en scène du jeune Gorō »), Shūeisha 1972, one shot, dessins de Yō Hasebe
- Crime Sweeper (クライム・スイーパー, Kuraimu suīpā?), Shūeisha 1973, one shot, dessins de Gorō Sakai
- Pink! Punch! Miyabi (ピンク!パンチ!雅, Pinku ! Panchu ! Miyabi?), Shōbunkan 1974, one shot, suite du précédent, dessins de Gorō Sakai
- Doberman deka (ドーベルマン刑事, Dōberuman deka?, litt. « Détective Doberman »), Shūeisha 1975-1979, 29 vol., dessins de Shinji Hiramatsu
- Hakkyū suikoden hoero ryū (白球水滸伝 ほえろ竜?), Futabasha 1975, 4 vol., dessins de Mitsuru Hiruta
- Phantom Burai (ファントム無頼, Fantomu Burai?), Shōgakukan 1978-1984, dessins de Kaoru Shintani

### Années 1980
- Hokuto no ken (北斗の拳?, litt. « Le Poing de la Grande Ourse »), Shūeisha 1983-1988 (Ken le Survivant, J'ai lu 1999-2001 puis Asuka 2008), 27 vol., dessins de Tetsuo Hara
- Mammoth (マンモス, Mammosu?), Shūeisha 1984-1988, 9 vol., dessins de Takaki Konari
- Dr. Kumahige (Dr.クマひげ?, litt. « Dr Barbe-d'ours »), Kōdansha 1986-1988, 4 vol., dessins de Takumi Nagayasu
- Ō-rō (王狼?, litt. « Le Loup Roi »), Hakusensha 1989 (Oh-roh, Glénat 2008), one shot, dessins de Kentaro Miura
- Migi muke hidari ! (右向け左!?), Kōdansha 1989-1991, 8 vol., dessins de Shin'ichi Sugimura

### Années 1990
- Ō-rō den (王狼伝?), Hakusensha 1990 (Oh-roh-Den, Glénat 2008), one shot, dessins de Kentaro Miura
- Sanctuary (サンクチュアリ, Sankuchuari?), Shōgakukan 1990-1995 (Sanctuary, Glénat 1996 puis Kabuto 2004, trad. Sébastien Bigini), 12 vol., dessins de Ryōichi Ikegami
- Japan (ジャパン?), Hakusensha 1992 (JAPAN, Glénat 2008), one shot, dessins de Kentaro Miura
- Mushimushi Korokoro (むしむしころころ?), Shūeisha 1993-1996, 11 vol., dessins de Tsuyoshi Adachi
- Odyssey (オデッセイ, Odessei?, Odyssée), Shōgakukan 1995-1996, 3 vol., dessins de Ryōichi Ikegami
- Strain (ストライン, Sutorain?), Shōgakukan 1996-1998 (Strain, Akuma 2002, trad. Éric Bufkens et Julien Pouly), 5 vol., dessins de Ryōichi Ikegami
- Heat (HEAT-灼熱-, Hīto shakunetsu?), Shōgakukan 1999-2004 (Heat, Kabuto 2005, trad. Alain Roy et Kinuko Kasai), 17 vol., dessins de Ryōichi Ikegami

### Années 2000
- Sōten no ken (蒼天の拳?, litt. « Le Poing du ciel bleu »), Shinchōsha depuis 2001 (Ken - Fist of the Blue Sky, Génération comics 2004), dessins de Tetsuo Hara.
- G -Gokudo Girl-, Shōgakukan 2002-2004 (G Gokudo Girl, Pika Édition 2005), 5 vol., dessins de Hidenori Hara
- Lord (覇-LORD-, Lōdo?), Shōgakukan 2004-2011 (Lord, Pika Édition 2008-2010, trad. Taro Ochiaï), dessins de Ryōichi Ikegami, inspiré de l'Histoire des Trois Royaumes
- Dog Law, Shōgakukan depuis 2008, dessins de Atsushi Kamijō
- Soul, Lord chapitre 2 (ＳＯＵＬ　覇　第２章, Souru Rōdo dai 2 shō?), Shōgakukan 2011-2013, 3 vol., dessins de Ryōichi Ikegami
- Rokumonsen rock (六文銭ロック?), Shōgakukan 2014-2015, 4 vol., dessins de Ryōichi Ikegami
- Begin, Shōgakukan 2016 (en cours), dessins de Ryōichi Ikegami